# Unabhängige Kommission zur Aufarbeitung sexuellen Kindesmissbrauchs
Die Unabhängige Kommission zur Aufarbeitung sexuellen Kindesmissbrauchs untersucht Ausmaß, Art und Folgen  von sexuellem Kindesmissbrauch in der Bundesrepublik Deutschland und in der DDR. Dazu zählt u. a. Missbrauch in Familien, im sozialen Umfeld, in Institutionen, durch Fremdtäter, im Rahmen von organisierter sexueller Ausbeutung oder an Menschen mit Behinderung. Im Januar 2016 hat der damalige Unabhängige Beauftragte für Fragen des sexuellen Kindesmissbrauchs (UBSKM), Johannes-Wilhelm Röhrig, auf Grundlage des Beschlusses des Deutschen Bundestages vom 2. Juli 2015 die Kommission für die Dauer seiner Amtszeit, bis 31. März 2019, einberufen. Im Dezember 2018 wurde die Laufzeit der Kommission durch das Bundeskabinett um fünf Jahre bis Ende 2023 verlängert und im November 2023 für weitere zwei Jahre bis Ende 2025. Die Kommission ist in ihrer Arbeit unabhängig. Die Kommissionsmitglieder arbeiten ehrenamtlich. Bis Ende 2023 wendeten sich mehr als 2800 Menschen an die Kommission.

## Geschichte
Am 30. April 2013 veranstaltete der Unabhängige Beauftragte für Fragen des sexuellen Kindesmissbrauchs und die „Konzeptgruppe Aufarbeitung“ seines Beirats ein erstes „Hearing Aufarbeitung“. Damals wurde durch Betroffene und Experten gefordert, eine unabhängige Kommission einzusetzen. Im August 2013 wurde der Bilanzbericht des Unabhängigen Beauftragten vorgelegt mit der Forderung, eine unabhängige Aufarbeitungskommission in der 18. Legislaturperiode einzusetzen. Im Koalitionsvertrag der 18. Legislaturperiode steht: „Dabei werden wir … die unabhängige Aufarbeitung der Vergangenheit sicherstellen.“ In einer Plenardebatte im Deutschen Bundestag am 30. Januar 2015 wurde der Antrag der Regierungsfraktionen (BT-Drs. 18/3833) „Aufarbeitung von sexuellem Kindesmissbrauch sicherstellen“ diskutiert. Im Mai 2015 wurde der Antrag BT-Drs. 18/3833 in sieben Ausschüssen des Deutschen Bundestages behandelt mit abschließender Beschlussempfehlung und Bericht BT-Drs. 18/4988.
Am 2. Juli 2015 wurde der Antrag „Aufarbeitung von sexuellem Kindesmissbrauch sicherstellen“ verabschiedet. Damit legte der Deutsche Bundestag die wesentliche Grundlage beim Unabhängigen Beauftragten eine unabhängige Kommission zur Aufarbeitung sexuellen Kindesmissbrauchs einzurichten. Die Mitglieder der Unabhängigen Kommission zur Aufarbeitung sexuellen Kindesmissbrauchs sind am 26. Januar 2016 durch den Unabhängigen Beauftragten für Fragen des sexuellen Kindesmissbrauchs berufen worden.

## Mitglieder
Der Kommission gehören sieben ehrenamtliche Mitglieder an.
Aktuelle Besetzung:
- Silke Gahleitner, Sozialarbeiterin und Psychotherapeutin
- Julia Gebrande, Sozialpädagogin und Fachberaterin für Psychotraumatologie
- Ulrike Hoffmann, Sozialwissenschaftlerin
- Barbara Kavemann, Sozialwissenschaftlerin
- Matthias Katsch, Philosoph und Berater
- Heiner Keupp, Sozialpsychologe
- Stephan Rixen, Rechtswissenschaftler

Ehemalige Mitglieder:
- Sabine Andresen (Vorsitzende), Erziehungswissenschaftlerin
- Jens Brachmann, Historiker
- Peer Briken, Sexualwissenschaftler
- Brigitte Tilmann, Juristin
- Christine Bergmann, Bundesministerin für Familie, Senioren, Frauen und Jugend a. D.

Die Kommission wird durch ein Büro unterstützt, das organisatorisch beim Arbeitsstab der Unabhängigen Beauftragten angesiedelt ist.

## Aufgaben und Ziele
Die Unabhängige Kommission zur Aufarbeitung sexuellen Kindesmissbrauchs untersucht Ausmaß, Art und Folgen von Kindesmissbrauch in der Bundesrepublik Deutschland und der DDR. Die Kommissionsmitglieder und ihr Anhörungsteam hören Menschen an, die in ihrer Kindheit oder Jugend sexuellen Missbrauch erlebt haben. Zudem hört sie Zeitzeugen, wie zum Beispiel Eltern, sonstige Verwandte, Lehrerinnen oder Lehrer, von Betroffenen an. Mit ihrer Hilfe möchte die Kommission aufdecken, welche Strukturen und Bedingungen sexuelle Gewalt in der Vergangenheit ermöglicht oder begünstigt haben und welche Umstände Hilfe und Intervention verhindert haben. Die Kommission möchte Betroffenen die Möglichkeit geben, jenseits von Therapieräumen oder Gerichtssälen über das erlebte Unrecht zu sprechen. Aus den Erkenntnissen und Geschichten der Betroffenen, leitet die Kommission Handlungsempfehlungen an die Politik ab, um eine gesellschaftliche Debatte anzustoßen. Ein weiteres Ziel ist die gesellschaftliche Anerkennung des Unrechts, das Betroffene erfahren mussten. Was sich ändern muss, damit sexualisierte Gewalt an Kindern und Jugendlichen zukünftig besser verhindert wird, ist eine zentrale Frage der Aufarbeitung. Dafür hat die Kommission Empfehlungen für eine gelingende Aufarbeitung von sexuellem Missbrauch modellhaft für Einrichtungen und Organisationen entwickelt und weiteren Forschungsbedarf identifiziert.

## Finanzierung der Kommission
Für die Arbeit der Kommission standen bis Ende 2018 jährlich rund 1,2 Millionen Euro aus Mitteln des Bundesministeriums für Familie, Senioren, Frauen und Jugend (BMFSFJ) bereit. Seit 2019 beläuft sich das Budget der Kommission auf rund 2,3 Mio. Euro im Jahr.

## Untersuchungsformate
Für ihre Arbeit stehen der Kommission verschiedene Untersuchungsformate zur Verfügung: vertrauliche Anhörungen von Betroffenen und anderen Zeitzeugen, die durch die Kommission und ihr Anhörungsteam bundesweit und dezentral durchgeführt werden, sowie Gespräche mit Zeitzeuginnen und -zeugen (zum Beispiel mit Verwandten, Bekannten, Lehrerinnen und Lehrern etc.); öffentliche Hearings zu Schwerpunktthemen wie zum Beispiel Missbrauch in der Familie oder der DDR; schriftliche Berichte von Betroffenen, Archivrecherche und Dokumentenanalyse, sowie Auswertung bereits vorliegender Aufarbeitungsberichte von Institutionen und Organisationen.
Bis zum Ende der ersten Laufzeit im März Jahr 2019 konnten 900 vertrauliche Anhörungen durchgeführt werden. Darüber hinaus hat die Kommission 300 schriftliche Berichte erhalten.

## Forschungsprojekte
Mithilfe von Forschungsprojekten an den Lehrstühlen der Universitäten sowie Instituten der jeweiligen Kommissionsmitglieder soll zusätzlich erforscht werden, wodurch sexuelle Gewalt in der Kindheit ermöglicht wird und was Hilfe und Intervention verhindert hat.

## Anhörungsteam
Die Kommissionsmitglieder werden von einem erweiterten Anhörungsteam unterstützt, das deutschlandweit in größeren Städten vertrauliche Anhörungen durchführt. Mitglieder dieses Teams sind überwiegend Rechtsanwältinnen und Rechtsanwälte. Die Anhörungsbeauftragten führen und dokumentieren die Gespräche nach den von der Kommission erarbeiteten Leitlinien. Sowohl die Kommission als auch die Anhörungsbeauftragten arbeiten eng mit Beratungsstellen für Betroffene zusammen, die bei Bedarf vor Ort eine psychosoziale Unterstützung gewährleisten. Sämtliche Berichte werden gelesen und fließen in die Arbeit der Kommission ein.

## Berichterstattung der Kommission
Am 3. April 2019 hat die Unabhängige Kommission zur Aufarbeitung sexuellen Kindesmissbrauchs den Bilanzbericht ihrer ersten Laufzeit vorgelegt. Ziel war es, eine Bilanz zu ziehen, die sowohl die Erkenntnisse und Schlussfolgerungen aus den Anhörungen und schriftlichen Berichten Betroffener umfasst, als auch die Ergebnisse aus den Arbeitsschwerpunkten der ersten dreijährigen Laufzeit vorstellt. Außerdem sollen Schlussfolgerungen und Empfehlungen für Verantwortungsträger in Staat, Politik und Zivilgesellschaft formuliert werden. Durch die Arbeit der Kommission soll ein Beitrag geleistet werden, dass heute Kinder und Jugendliche besser geschützt sind und gleichzeitig erwachsene Betroffene Anerkennung und eine gute Versorgung erhalten.
Am 14. Juni 2017 hatte die Kommission ihren ersten Zwischenbericht veröffentlicht. Neben der Dokumentation ihrer Arbeit beinhaltete der Zwischenbericht erste Erkenntnisse aus vertraulichen Anhörungen und schriftlichen Berichten – persönliche Geschichten von Betroffenen, die in ihrer Kindheit sexuellem Missbrauch ausgesetzt waren, hauptsächlich in der Familie.
Am 24. Februar 2021 veröffentlichte die Kommission die Vorstudie Programmatik und Wirken pädosexueller Netzwerke in Berlin, aus der hervorging, dass West-Berlin bis zur Wiedervereinigung das Zentrum pädosexueller Netzwerke war.